# Lijst van gemeentelijke monumenten in Utrecht (stad)/Binnenstad/Springweg en omgeving, Geertebuurt
De buurt Springweg en omgeving, Geertebuurt in de wijk Binnenstad van Utrecht kent totaal 216 gemeentelijke monumenten beschreven in 106 regels (monumentnummers).
De monumenten in het volksbuurtje de Zeven Steegjes zijn hieronder in een afzonderlijke gegroepeerd. Daarnaast zijn er nog diverse monumenten in andere straten te vinden.

## Gemeentelijke monumenten in diverse straten
Naast het buurtje de Zeven Steegjes (zie afzonderlijke sectie) kent de buurt Springweg en omgeving, Geertebuurt nog 92 gemeentelijke monumenten beschreven in 71 regels (monumentnummers).
| Object | Bouwjaar                                                                       | Architect                           | Locatie                                                                               | Coördinaten                 | Nr.       | Afbeelding        |
| --- | ------------------------------------------------------------------------------ | ----------------------------------- | ------------------------------------------------------------------------------------- | --------------------------- | --------- | ----------------- |
| Woonhuis | 17e eeuw                                                                       |                                     | Andreasstraat 8                                                                       | 52° 5' 10" NB, 5° 7' 12" OL | 0344/1083 | Upload foto       |
| Woonhuis | 17e eeuw, eerste helft; voor een deel opgebouwd uit ouder (15e-eeuws) muurwerk |                                     | Andreasstraat 10                                                                      | 52° 5' 10" NB, 5° 7' 11" OL | 0344/1084 | Upload foto       |
| Voetgangersbrug; Sint Martinusbrug                                                                                    | 1997                                                                           | Wiek Röling (Mick Eekhout Octatube) | Catharijnesingel; ter hoogte van Henriëtte Roland Holstraat over de Stadsbuitengracht | 52° 4' 58" NB, 5° 7' 14" OL | 0344/1768 | Upload foto       |
| Woonhuis; voorhuis en achterhuis                                                                                      | 17e eeuw                                                                       |                                     | Geertekerkhof 3-3bis en 4                                                             | 52° 5' 6" NB, 5° 7' 16" OL  | 0344/1099 | Upload foto       |
| Woonhuis | 19e eeuw (gevel)                                                               |                                     | Geertekerkhof 7                                                                       | 52° 5' 6" NB, 5° 7' 16" OL  | 0344/1100 | Upload foto       |
| Pand gebouwd als bovenwoning boven garage                                                                             | 1900 (circa)                                                                   |                                     | Geertekerkhof 12                                                                      | 52° 5' 6" NB, 5° 7' 14" OL  | 0344/1101 | Upload foto       |
| Pand gebouwd als bovenwoning boven garage                                                                             | 1881 (verbouwing); oudere oorsprong                                            |                                     | Geertekerkhof 15                                                                      | 52° 5' 6" NB, 5° 7' 14" OL  | 0344/1102 | Upload foto       |
| Woonhuis |                                                                                |                                     | Geertestraat 2B-2C                                                                    | 52° 5' 6" NB, 5° 7' 19" OL  | 0344/1103 | Upload foto       |
| Woonhuis | 1613                                                                           |                                     | Geertestraat 10-10A                                                                   | 52° 5' 5" NB, 5° 7' 18" OL  | 0344/1104 | Upload foto       |
| Woonhuis | 17e eeuw                                                                       |                                     | Geertestraat 23                                                                       | 52° 5' 6" NB, 5° 7' 17" OL  | 0344/1105 | Upload foto       |
| Woonhuis | 19e eeuw (gevel); oudere oorsprong                                             |                                     | Geertestraat 24-28                                                                    | 52° 5' 5" NB, 5° 7' 17" OL  | 0344/1106 | Upload foto       |
| Woonhuis | 17e eeuw                                                                       |                                     | Haverstraat 10                                                                        | 52° 5' 18" NB, 5° 7' 14" OL | 0344/1110 | Upload foto       |
| Woonhuis | 1644                                                                           |                                     | Haverstraat 14                                                                        | 52° 5' 18" NB, 5° 7' 14" OL | 0344/1111 | Upload foto       |
| Woonhuis | 17e eeuw                                                                       |                                     | Haverstraat 16/16bis                                                                  | 52° 5' 17" NB, 5° 7' 14" OL | 0344/1112 | Upload foto       |
| Woonhuis | 17e eeuw                                                                       |                                     | Haverstraat 18                                                                        | 52° 5' 17" NB, 5° 7' 13" OL | 0344/1113 | Upload foto       |
| Woonhuis | 1644                                                                           |                                     | Haverstraat 24                                                                        | 52° 5' 17" NB, 5° 7' 12" OL | 0344/1114 | Upload foto       |
| Woonhuis | 1644                                                                           |                                     | Haverstraat 28-28bis                                                                  | 52° 5' 17" NB, 5° 7' 12" OL | 0344/1115 | Upload foto       |
| Woonhuis | 17e eeuw                                                                       |                                     | Haverstraat 38                                                                        | 52° 5' 17" NB, 5° 7' 11" OL | 0344/1119 | Upload foto       |
| Woonhuis | 1644                                                                           |                                     | Haverstraat 40-40bis                                                                  | 52° 5' 17" NB, 5° 7' 10" OL | 0344/1121 | Upload foto       |
| Zelfstandig tuinhuis                                                                                                  | 18e eeuw                                                                       |                                     | Jacobsgasthuissteeg 13                                                                | 52° 5' 16" NB, 5° 7' 13" OL | 0344/1123 | Upload foto       |
| Bartholomeusbrug; enkelvoudige basculebrug met vleugelmuren en twee zitbanken                                         | 1952                                                                           |                                     | Lange Smeestraat (ongenummerd); over Stadsbuitengracht                                | 52° 5' 7" NB, 5° 7' 8" OL   | 0344/1649 | Upload foto       |
| Woonwhuis | Middeleeuwen                                                                   |                                     | Lange Smeestraat 8-8bis                                                               | 52° 5' 10" NB, 5° 7' 17" OL | 0344/1144 | Upload foto       |
| Woonwhuis met voor- en achterhuis                                                                                     | 17e-eeuw                                                                       |                                     | Lange Smeestraat 11-11bis                                                             | 52° 5' 10" NB, 5° 7' 17" OL | 0344/1145 | Upload foto       |
| Winkelwoonhuis met achterhuis                                                                                         | 17e-eeuw                                                                       |                                     | Lange Smeestraat 13                                                                   | 52° 5' 10" NB, 5° 7' 16" OL | 0344/1146 | Upload foto       |
| Woonhuis | Eerste helft van de 19e eeuw                                                   |                                     | Lange Smeestraat 19-19bis                                                             | 52° 5' 10" NB, 5° 7' 16" OL | 0344/1147 | Upload foto       |
| Woonhuis met achterhuis                                                                                               | 17e eeuw of eerder                                                             |                                     | Lange Smeestraat 28-28bis                                                             | 52° 5' 9" NB, 5° 7' 15" OL  | 0344/1148 | Upload foto       |
| Woonhuis met voor- en achterhuis                                                                                      | 19e eeuw (gevel); waarschijnlijk oudere oorsprong                              |                                     | Lange Smeestraat 33a                                                                  | 52° 5' 10" NB, 5° 7' 15" OL | 0344/1149 | Upload foto       |
| Woonhuis | 19e-eeuws; mogelijk een oudere kern                                            |                                     | Lange Smeestraat 37                                                                   | 52° 5' 10" NB, 5° 7' 14" OL | 0344/1150 | Upload foto       |
| Woonhuis | 17e eeuw (gevel)                                                               |                                     | Lange Smeestraat 61                                                                   | 52° 5' 8" NB, 5° 7' 11" OL  | 0344/1151 | Upload foto       |
| Woonhuis | 19e eeuw                                                                       |                                     | Lange Smeestraat 63                                                                   | 52° 5' 8" NB, 5° 7' 10" OL  | 0344/1152 | Upload foto       |
| Woonhuis met voor- en achterhuis                                                                                      | 19e eeuw                                                                       |                                     | Oudegracht 253-253bis en Brandstraat 23                                               | 52° 5' 13" NB, 5° 7' 18" OL | 0344/1157 | Meer afbeeldingen |
| Hoekhuis met achterhuis                                                                                               | Eind van de 17e eeuw (grondige verbouwing) met middeleeuwse oorsprong          |                                     | Oudegracht 263-263bis en Brandstraat 3                                                | 52° 5' 13" NB, 5° 7' 18" OL | 0344/1158 | Meer afbeeldingen |
| School gebouwd op de plaats van het geboortehuis van Paus Adriaan VI, waarvan onderdelen zijn opgenomen               | 1912                                                                           |                                     | Oudegracht 265 t/m 265H                                                               | 52° 5' 12" NB, 5° 7' 18" OL | 0344/1159 | Meer afbeeldingen |
| Woonhuis |                                                                                |                                     | Oudegracht 283                                                                        | 52° 5' 10" NB, 5° 7' 19" OL | 0344/1160 | Upload foto       |
| Woonhuis met neorenaissance details                                                                                   | 1880 (circa)                                                                   |                                     | Oudegracht 303                                                                        | 52° 5' 8" NB, 5° 7' 19" OL  | 0344/1162 | Meer afbeeldingen |
| Woonhuis in Jugendstil                                                                                                | Eerste decennium van de 20e eeuw                                               |                                     | Oudegracht 309A t/m 309D en Oudegracht aan de Werf 309                                | 52° 5' 8" NB, 5° 7' 20" OL  | 0344/1163 | Meer afbeeldingen |
| Woonhuis met aan achterzijde een schoolgebouw gebouwd als R.K. Fröbelschool Paus Adriaan                              | 1920                                                                           | A.J. van Schaik                     | Oudegracht 345/345bis en Oudegracht aan de Werf 345                                   | 52° 5' 4" NB, 5° 7' 21" OL  | 0344/1164 | Upload foto       |
| Woonhuis in sobere architectuur met elementen van Italiaanse renaissance                                              | 1870 (circa)                                                                   |                                     | Oudegracht 353/353bis                                                                 | 52° 5' 3" NB, 5° 7' 21" OL  | 0344/1165 | Upload foto       |
| Woonhuis met Jugendstil-elementen en twee hoektorentjes                                                               | 1900 (circa)                                                                   |                                     | Oudegracht 355/355bis                                                                 | 52° 5' 3" NB, 5° 7' 21" OL  | 0344/1166 | Upload foto       |
| Woonhuis | 19e eeuw (gevel)                                                               |                                     | Oudegracht 381                                                                        | 52° 5' 0" NB, 5° 7' 21" OL  | 0344/1167 | Upload foto       |
| Huis, bekend als De Haan of De Swarte Haen met kelders en werfkelder; heeft gefunctioneerd als pastorie en schuilkerk | 14e eeuw                                                                       |                                     | Oudegracht 399/399A                                                                   | 52° 4' 59" NB, 5° 7' 21" OL | 0344/1169 | Upload foto       |
| Pastorie bij Martinuskerk in neogotische stijl; gelieerd aan het Utrechtse Bernulphusgilde                            | 1901                                                                           | A. Tepe                             | Oudegracht 403A t/m 403J                                                              | 52° 4' 58" NB, 5° 7' 20" OL | 0344/1170 | Upload foto       |
| Woonwinkelpand | 1644 (circa) verbouwd; oudere oorsprong                                        |                                     | Springweg 58-58bis                                                                    |                             | 0344/1181 | Upload foto       |
| Woonhuis | 17e eeuw                                                                       |                                     | Springweg 60-60A                                                                      |                             | 0344/1182 | Upload foto       |
| Woonhuis | 17e eeuw                                                                       |                                     | Springweg 61                                                                          |                             | 0344/1183 | Upload foto       |
| Woonhuis | Middeleeuws, in 17e eeuw ingrijpend verbouwd en uitgebreid                     |                                     | Springweg 64-64B                                                                      |                             | 0344/1184 | Upload foto       |
| Woonhuis | 17e eeuw                                                                       |                                     | Springweg 66                                                                          |                             | 0344/1185 | Upload foto       |
| Woonhuis | 17e eeuw, mogelijk ouder                                                       |                                     | Springweg 68-68bis                                                                    |                             | 0344/1186 | Upload foto       |
| Woonhuis | 19e eeuw verbouwd; oorsprong ouder                                             |                                     | Springweg 70                                                                          |                             | 0344/1187 | Upload foto       |
| Woonhuis | 17e eeuw; middeleeuwse oorsprong                                               |                                     | Springweg 72                                                                          |                             | 0344/1188 | Upload foto       |
| Woonhuis | 1600 (circa)                                                                   |                                     | Springweg 73-73B                                                                      |                             | 0344/1189 | Upload foto       |
| Woonhuis | 1600 (circa)                                                                   |                                     | Springweg 75                                                                          |                             | 0344/1280 | Upload foto       |
| Woonhuis | 1600 (circa)                                                                   |                                     | Springweg 77                                                                          |                             | 0344/1191 | Upload foto       |
| Woonhuis | 17e eeuw                                                                       |                                     | Springweg 74                                                                          |                             | 0344/1188 | Upload foto       |
| Woonhuis | 17e eeuw (voorhuis)                                                            |                                     | Springweg 78-80                                                                       |                             | 0344/1192 | Upload foto       |
| Woonhuis | 17e eeuw                                                                       |                                     | Springweg 82                                                                          |                             | 0344/1192 | Upload foto       |
| Woonhuis | 1865 verhoogd; oudere oorsprong                                                |                                     | Springweg 86                                                                          |                             | 0344/1194 | Upload foto       |
| Woonhuis | 19e eeuw (gevel)                                                               |                                     | Springweg 99                                                                          |                             | 0344/1195 | Upload foto       |
| Woonhuis | 19e eeuw (gevel)                                                               |                                     | Springweg 101                                                                         |                             | 0344/1196 | Upload foto       |
| Winkelwoonhuis | Laatste kwart 18e eeuw (gevel)                                                 |                                     | Springweg 107-107bis                                                                  |                             | 0344/1197 | Upload foto       |
| Woonhuis | 1866; vermoedelijk oudere oorsprong                                            |                                     | Springweg 109                                                                         |                             | 0344/1198 | Upload foto       |
| Woonhuis | 1866; vermoedelijk oudere oorsprong                                            |                                     | Springweg 111                                                                         |                             | 0344/1199 | Upload foto       |
| Woonhuis | 1866; vermoedelijk oudere oorsprong                                            |                                     | Springweg 113-113A                                                                    |                             | 0344/1200 | Upload foto       |
| Woonhuis | 19e eeuw (waarschijnlijk)                                                      |                                     | Springweg 151-151bis                                                                  |                             | 0344/1201 | Upload foto       |
| Woonhuis | Derde kwart van de 19e eeuw                                                    |                                     | Springweg 153                                                                         |                             | 0344/1203 | Upload foto       |
| Woonhuis | 19e eeuw                                                                       |                                     | Springweg 155                                                                         |                             | 0344/1204 | Upload foto       |
| Woonhuis | 19e eeuw                                                                       |                                     | Springweg 157-157bis                                                                  |                             | 0344/1205 | Upload foto       |
| Als synagoge gebouwde kerk met nevenruimten; art deco-interieur                                                       | 1926                                                                           | Harry Elte Phzn                     | Springweg 162, 164-164bis en 168                                                      |                             | 0344/1206 | Upload foto       |
| Schoolgebouw op het binnenterrein van de synagoge en de bijbehorende dienstgebouwen (Springweg 162/164/168)           | Begin van de 19e eeuw of ouder                                                 |                                     | Springweg 166                                                                         |                             | 0344/1207 | Upload foto       |
| Blok van 21 eenlaagse arbeiderswoningen; restant van het Hofje van Veelo                                              | 1826                                                                           |                                     | Tuinstraat 4 t/m 42 en Geertebolwerk 19                                               |                             | 0344/1279 | Upload foto       |
| Woonhuis | vroege 19e eeuw                                                                |                                     | Zilverstraat 14                                                                       |                             | 0344/1211 | Upload foto       |

## Zeven Steegjes
In het volksbuurtje de Zeven Steegjes kent de volgende 124 gemeentelijke monumenten beschreven in 35 regels (monumentnummers):
| Object                                                                     | Bouwjaar                         | Architect | Locatie                                        | Coördinaten                 | Nr.       | Afbeelding n |
| -------------------------------------------------------------------------- | -------------------------------- | --------- | ---------------------------------------------- | --------------------------- | --------- | ------------ |
| Blok met 10 arbeiderswoningen; complex Zeven Steegjes                      | Tweede helft van de 19e eeuw     |           | Boogstraat 2 t/m 20                            | 52° 5' 0" NB, 5° 7' 17" OL  | 0344/1086 | Upload foto  |
| Blok met 5 arbeiderswoningen; complex Zeven Steegjes                       | Tweede helft van de 19e eeuw     |           | Brouwerstraat 1 t/m 9                          | 52° 5' 1" NB, 5° 7' 18" OL  | 0344/1089 | Upload foto  |
| Blok met 5 arbeiderswoningen; complex Zeven Steegjes                       | Tweede helft van de 19e eeuw     |           | Brouwerstraat 2 t/m 10                         | 52° 5' 1" NB, 5° 7' 18" OL  | 0344/1090 | Upload foto  |
| Blok met 7 arbeiderswoningen; complex Zeven Steegjes                       | Tweede helft van de 19e eeuw     |           | Brouwerstraat 11 t/m 23                        | 52° 5' 1" NB, 5° 7' 16" OL  | 0344/1091 | Upload foto  |
| Blok met 6 arbeiderswoningen; complex Zeven Steegjes                       | Tweede helft van de 19e eeuw     |           | Brouwerstraat 12 t/m 22                        | 52° 5' 1" NB, 5° 7' 16" OL  | 0344/1092 | Upload foto  |
| Blok met 2 arbeiderswoningen; complex Zeven Steegjes                       | Tweede helft van de 19e eeuw     |           | Fockstraat 1 en 2                              | 52° 4' 59" NB, 5° 7' 19" OL | 0344/1094 | Upload foto  |
| Blok met 14 arbeiderswoningen; complex Zeven Steegjes                      | Tweede helft van de 19e eeuw     |           | Fockstraat 3 t/m 29                            | 52° 4' 60" NB, 5° 7' 18" OL | 0344/1095 | Upload foto  |
| Arbeiderswoning; complex Zeven Steegjes                                    | Tweede helft van de 19e eeuw     |           | Fockstraat 4                                   | 52° 4' 59" NB, 5° 7' 19" OL | 0344/1096 | Upload foto  |
| Arbeiderswoning; complex Zeven Steegjes                                    | Tweede helft van de 19e eeuw     |           | Fockstraat 31                                  | 52° 4' 60" NB, 5° 7' 16" OL | 0344/1097 | Upload foto  |
| Woonhuis met twee bouwlagen; gebouwd samen met Korte Rozendaal 1           | 1959                             |           | Kleine Geertekerkhof 8                         | 52° 5' 4" NB, 5° 7' 15" OL  | 0344/1124 | Upload foto  |
| Woonhuis met twee bouwlagen                                                | 1860 (circa)                     |           | Kleine Geertekerkhof 9                         | 52° 5' 4" NB, 5° 7' 15" OL  | 0344/1125 | Upload foto  |
| Woonhuis met twee bouwlagen                                                | 1860 (circa)                     |           | Kleine Geertekerkhof 10                        | 52° 5' 4" NB, 5° 7' 15" OL  | 0344/1126 | Upload foto  |
| Blok met 6 arbeiderswoningen; complex Zeven Steegjes                       | Tweede helft van de 19e eeuw     |           | Kockstraat 1 t/m 6                             | 52° 5' 2" NB, 5° 7' 18" OL  | 0344/1128 | Upload foto  |
| Blok met 6 arbeiderswoningen; complex Zeven Steegjes                       | Tweede helft van de 19e eeuw     |           | Kockstraat 7 t/m 12                            | 52° 5' 2" NB, 5° 7' 17" OL  | 0344/1129 | Upload foto  |
| Blok met 4 arbeiderswoningen; complex Zeven Steegjes                       | Tweede helft van de 19e eeuw     |           | Kockstraat 13 t/m 16                           | 52° 5' 2" NB, 5° 7' 16" OL  | 0344/1130 | Upload foto  |
| Hoekpand; helft van dubbelhuis met Geertekerkhof 8; complex Zeven Steegjes | 1859                             |           | Korte Rozendaal 1                              | 52° 5' 4" NB, 5° 7' 16" OL  | 0344/1143 | Upload foto  |
| Woonhuis; complex Zeven Steegjes                                           | Derde kwart van de 19e eeuw      |           | Korte Rozendaal 3                              | 52° 5' 3" NB, 5° 7' 16" OL  | 0344/1132 | Upload foto  |
| Woonhuis; complex Zeven Steegjes                                           | 1895                             |           | Korte Rozendaal 5                              | 52° 5' 3" NB, 5° 7' 16" OL  | 0344/1133 | Upload foto  |
| Twee blokken met totaal 7 arbeiderwoningen; complex Zeven Steegjes         | 1895                             |           | Korte Rozendaal 7 t/m 19                       | 52° 5' 3" NB, 5° 7' 15" OL  | 0344/1134 | Upload foto  |
| Woonhuis; complex Zeven Steegjes                                           | 1895                             |           | Korte Rozendaal 21                             | 52° 5' 3" NB, 5° 7' 16" OL  | 0344/1135 | Upload foto  |
| Pand met boven- en benedenwoning; complex Zeven Steegjes                   | Midden 19e eeuw                  |           | Korte Rozendaal 23                             | 52° 5' 3" NB, 5° 7' 16" OL  | 0344/1136 | Upload foto  |
| Pand met boven- en benedenwoning; complex Zeven Steegjes                   | Midden 19e eeuw (waarschijnlijk) |           | Korte Rozendaal 25                             | 52° 5' 3" NB, 5° 7' 16" OL  | 0344/1137 | Upload foto  |
| Blok met 7 arbeiderswoningen; complex Zeven Steegjes                       | Tweede helft van de 19e eeuw     |           | Lange Rozendaal 2 t/m 14                       | 52° 5' 2" NB, 5° 7' 20" OL  | 0344/1138 | Upload foto  |
| Blok met 6 arbeiderswoningen; complex Zeven Steegjes                       | Tweede helft van de 19e eeuw     |           | Lange Rozendaal 16 t/m 26                      | 52° 5' 2" NB, 5° 7' 18" OL  | 0344/1139 | Upload foto  |
| Blok met 6 arbeiderswoningen; complex Zeven Steegjes                       | Tweede helft van de 19e eeuw     |           | Lange Rozendaal 28 t/m 38                      | 52° 5' 2" NB, 5° 7' 17" OL  | 0344/1140 | Upload foto  |
| Blok met 6 arbeiderswoningen; complex Zeven Steegjes                       | Tweede helft van de 19e eeuw     |           | Lange Rozendaal 40 t/m 46 en Pelmolenweg 13    | 52° 5' 2" NB, 5° 7' 15" OL  | 0344/1141 | Upload foto  |
| Arbeiderswoning (twee tot één samengetrokken); complex Zeven Steegjes      | 1860 (circa)                     |           | Lange Rozendaal 41 (voorheen 41 en 43)         | 52° 5' 2" NB, 5° 7' 15" OL  | 0344/1142 | Upload foto  |
| Arbeiderswoning; complex Zeven Steegjes                                    | Derde kwart van de 19e eeuw      |           | Lange Rozendaal 45                             | 52° 5' 2" NB, 5° 7' 15" OL  | 0344/1143 | Upload foto  |
| Blok met 3 arbeiderswoningen; complex Zeven Steegjes                       | Tweede helft van de 19e eeuw     |           | Moutstraat 3 t/m 5                             | 52° 5' 1" NB, 5° 7' 19" OL  | 0344/1153 | Upload foto  |
| Blok met vier woonhuizen; complex Zeven Steegjes                           | Kort na 1850                     |           | Pelmolenweg 7 t/m 9 en Kleine Geertekerkhof 11 | 52° 5' 3" NB, 5° 7' 14" OL  | 0344/1171 | Upload foto  |
| Woonhuis; complex Zeven Steegjes                                           | 1859                             |           | Pelmolenweg 10                                 | 52° 5' 3" NB, 5° 7' 14" OL  | 0344/1172 | Upload foto  |
| Twee woonhuizen; complex Zeven Steegjes                                    | 1861                             |           | Pelmolenweg 11 en 12                           | 52° 5' 3" NB, 5° 7' 14" OL  | 0344/1173 | Upload foto  |
| Blok met 2 arbeiderswoningen; complex Zeven Steegjes                       | Tweede helft van de 19e eeuw     |           | Pelmolenweg 13A en Suikerstraat 17             | 52° 5' 0" NB, 5° 7' 16" OL  | 0344/1175 | Upload foto  |
| Arbeiderswoning; complex Zeven Steegjes                                    | Tweede helft van de 19e eeuw     |           | Pelmolenweg 14                                 | 52° 4' 60" NB, 5° 7' 16" OL | 0344/1176 | Upload foto  |
| Arbeiderswoning; complex Zeven Steegjes                                    | Tweede helft van de 19e eeuw     |           | Pelmolenweg 15                                 | 52° 4' 59" NB, 5° 7' 17" OL | 0344/1177 | Upload foto  |